# Cephalopholis cyanostigma
Cephalopholis cyanostigma  (лат.) — вид лучепёрых рыб из семейства каменных окуней (Serranidae). Распространены в западной части Тихого океана. Максимальная длина тела 40 см. Морские бентопелагические рыбы.

## Описание
Тело удлинённое, массивное, несколько сжато с боков; по бокам покрыто ктеноидной чешуёй. Высота тела меньше длины головы, укладывается 2,6—3,0 раза в стандартную длину тела (у особей длиной от 8 до 23 см). Длина головы укладывается 2,3—2,6 раза в стандартную длину тела. Межглазничное расстояние плоское или немного выпуклое, его ширина примерно равна диаметру глаза. Предкрышка закруглённая, с зазубренными краями, нижний край мясистый. Верхний край жаберной крышки очень выпуклый, задний край почти вертикальный. Верхняя челюсть покрыта чешуёй, её окончание заходит далеко за вертикаль, проходящую через задний край глаза. На верхней части первой жаберной дуге 7—9, а на нижней — 14—18 жаберных тычинок. В спинном плавнике 9 жёстких и 15—17 мягких лучей; мембраны между жёсткими лучами усечены. В анальном плавнике 3 жёстких и 8 мягких лучей. В грудных плавниках 15—18 мягких лучей. Брюшные плавники короче грудных, их окончания не доходят до анального отверстия. Хвостовой плавник закруглённый. В боковой линии 46—50 чешуй. Вдоль боковой линии 92—106 рядов чешуи, чешуи по бокам тела с несколькими дополнительными чешуйками.

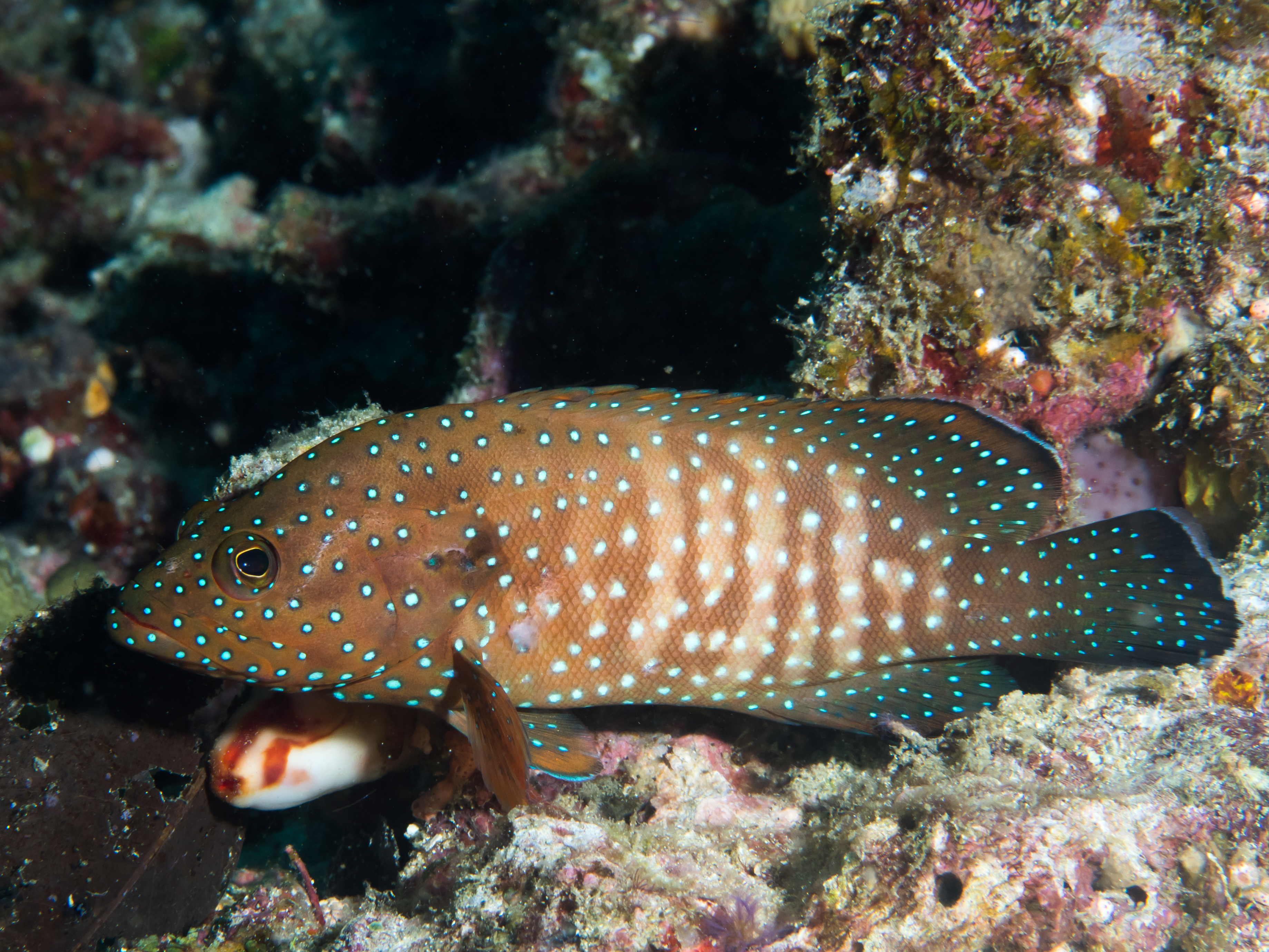

Взрослые особи от коричневого до коричневато-красного цвета. На голове, теле и плавниках разбросаны многочисленные маленькие глазчатые пятнышки синего цвета с чёрной окантовкой. На голове и груди пятнышки крупнее и с более отчетливо выраженными чёрными краями. Пятнышки на теле частот располагаются цепочками, похожими на полосы. Проксимальная половина грудных плавников окрашена как тело, дистальная часть — оранжево-жёлтая с черноватым краем или с белым краем и чёрной линией перед ним. Проксимальные две трети грудных плавников с голубыми глазчатыми пятнышками. Спинной и анальный плавники темнее тела, задний край голубовато-белый с черноватой полосой перед ним. У молоди голова, тело и грудные плавники тёмно-коричневого цвета, остальные плавники ярко-жёлтые; голубые глазчатые пятнышки на голове и передней части тела нечёткие или отсутствуют.
Максимальная длина тела 40 см.

## Ареал и места обитания
Распространены в тропических водах западной части Тихого океана: Филиппины, Таиланд, Индонезия, Папуа-Новая Гвинея, Новая Британия, Соломоновы острова, острова Микронезии, северная Австралия до южной части Большого Барьерного рифа.
Обитают в коралловых рифах, в зарослях морских трав или водорослей на глубине от 1 до 50 м. Ведут одиночный образ жизни. Питаются рыбами и ракообразными.